# Apanasauka
Apanasauka (biał. Апанасаўка; ros. Афанасовка) – osiedle na Białorusi, w obwodzie homelskim, w rejonie homelskim, w sielsowiecie Azdzielina.